# ゲニーネ
『ゲニーネ』（独: Genuine. Die Tragödie eines seltsamen Hauses）とは、1920年に公開されたドイツのサイレントホラー映画。監督のロベルト・ヴィーネ、脚本のカール・マイヤー、撮影のウィリー・ハマイスターら『カリガリ博士』（1919年）のスタッフが再結集。美術監督のセザール・クラインもそうで、ドイツ表現主義の影響が色濃い奇妙な世界を創造した。
アメリカでは『Genuine: A Tale of a Vampire（ゲニーネ: 吸血鬼の物語）』、日本でも『吸血尼ゲニーネ』という別題があるが、実際には色香で男を迷わすサキュバス、いわゆるヴァンプである。奴隷市場の場面では僅かながらヌードシーンもある。
興行成績は振るわず、ヴィーネはこの作品以降しばらくホラーを離れ、1924年の『芸術と手術』で復帰する。88分のフルバージョンも現存しているが、一般的に流通しているのは43分の短縮版であり、それで評価を下すのは困難である。

## あらすじ
画家のパーシーはゲニーネという娘の肖像画を手がけて以来、絵画に興味をなくし部屋で独り過ごすようになる。裕福なパトロンのオファーを断った彼は眠りに落ち、ゲニーネの人生を夢に見る。
ゲニーネはある蛮族の女司祭だったが、敵対する部族による襲撃を受けて奴隷の身に落ち、変わり者の貴族・メロ卿によって買われる。メロ卿は彼女を自宅の地下室に閉じ込めて籠の鳥にする。
メロ卿の家には毎日正午に床屋のギヤールがやってくるが、ある日、彼は審問に召喚され、代わりに甥のフロリアンをメロ卿の家に向かわせる。フロリアンがメロ卿のヒゲを剃っていたところに、偶然、地下室から脱出したゲニーネが現れる。フロリアンはたちまちゲニーネに魅了され、気づいた時にはメロ卿の首を剃刀で掻き切っていた。
フロリアンはゲニーネを欲するが、ゲニーネは条件をつける。それはフロリアンが生贄として自分の命を絶つことだった。しかしフロリアンは怖くなって、屋敷から逃げ出す。そこにメロ卿の孫パーシーが屋敷を訪れる。パーシーもゲニーネの虜になり、ゲニーネはパーシーにも自殺を迫る。パーシーは苦悩する。
甥から話を聞いたギヤールが仲間を連れて屋敷に押しかける。魔女狩りだ。混乱の中、ゲニーネを殺したのはフロリアンだった。
そこでパーシーは目醒めるーーすべてはパーシーの夢だったのだ。

## キャスト
- ゲニーネ（Genuine）;  フェルン・アンドラ

- フロリアン（Florian）;  ハンス・ハインリッヒ・フォン・トワルドフスキー

- メロ卿（Lord Melo）;  エルンスト・グロナウ

- パーシー・メロ（Percy）; ハラルト・パウルゼン

- クルソン（Curzon）; アルバート・ベネフェルト

- ギヤール（Guyard）;  ヨーン・ゴットウット（英語版）

- 黒人奴隷; ルイス・ブロディ